# Ley Orgánica para la Protección del Niño, Niña y Adolescente
La Ley Orgánica para la Protección del Niño, Niña y Adolescente (LOPNNA) es una ley venezolana que entró en vigencia el 1 de abril de 2000, cuyo propósito es proteger los derechos de la infancia en Venezuela, basando sus principios en la Convención sobre los Derechos del Niño.

## Función
La función de la Ley Orgánica para la Protección del Niño, Niña y Adolescente es regular los derechos y garantizar, así como los deberes y responsabilidades relacionadas con la atención y protección de los niños, niñas y adolescentes

## Contenido
La LOPNNA incluye a los derechos plasmados en la constitución venezolana como el derecho a la vida, a la salud, a la seguridad social, a la protección en casos de conflictos armados, a la educación, al acceso de la información, a preservar su identidad.
La ley establece que el Estado tiene la obligación de aplicar y promover políticas para la protección de sus derechos, y su artículo 5 establece que "debe asegurar políticas, programas y asistencia apropiada para que la familia pueda asumir adecuadamente" sus responsabilidades.